# Le Neubourg
Le Neubourg é uma comuna francesa na região administrativa da Normandia, no departamento de Eure. Estende-se por uma área de 9,92 km². Em 2010 a comuna tinha 4 419 habitantes (densidade: 445,5 hab./km²).